# 华兴街道 (成都市)
华兴街道，是中华人民共和国四川省成都市武侯区下辖的一个乡镇级行政单位。

## 行政区划
华兴街道下辖以下地区：
沈家桥村、南桥村和三河村。